# HP Jornada
Jornada war eine PDA- und Handheld-PC-Modellreihe von Hewlett-Packard, die 2003 eingestellt wurde. Nach dem Aufkauf von Compaq produzierte HP keine eigenen PDAs mehr, jedoch wurden ca. ein Jahr nach der Übernahme von Compaq dessen IPAQ-Modelle auch mit dem HP-Logo versehen.

## Pocket-PC-Modelle

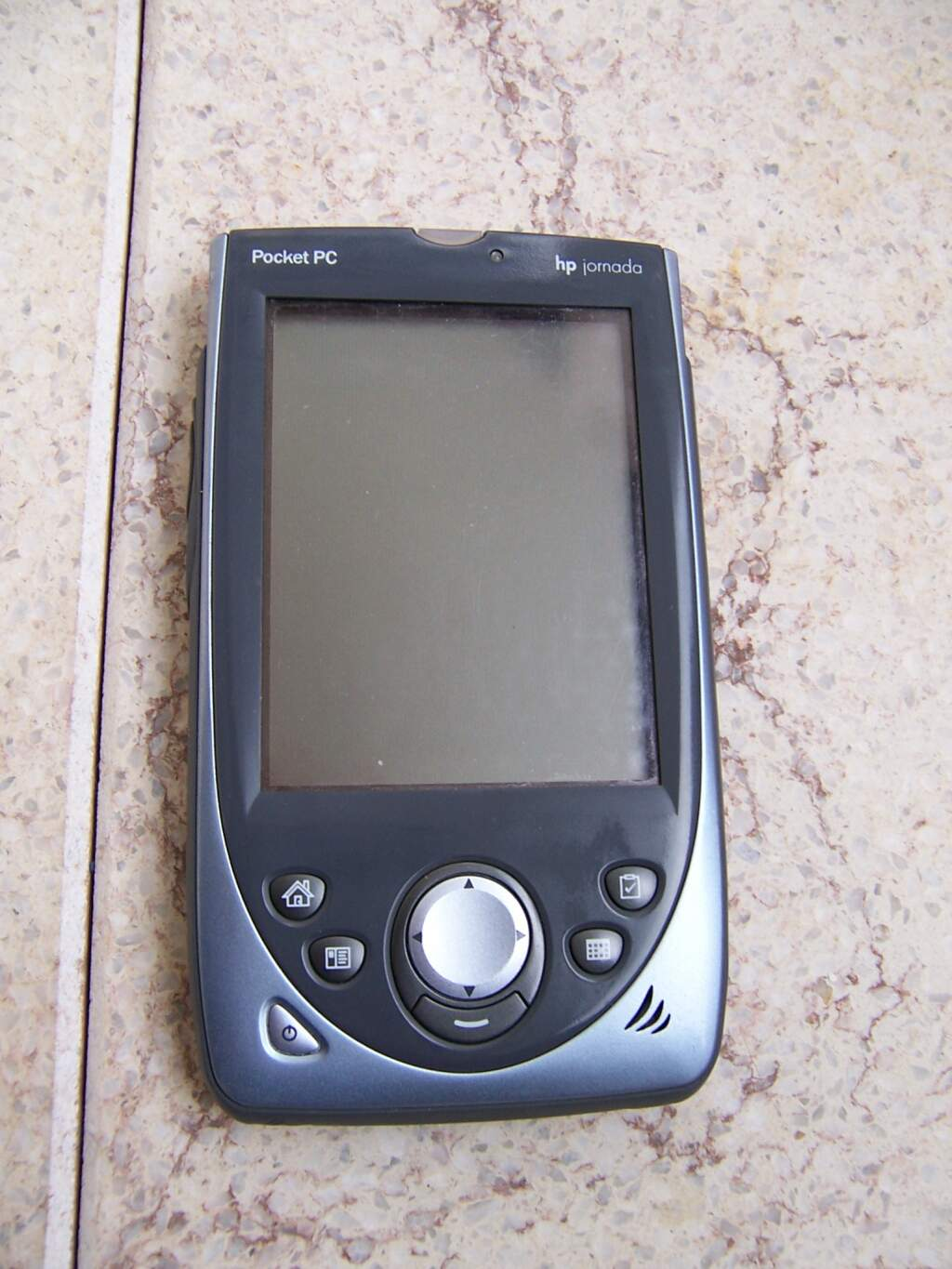
HP Jornada 568

Das Betriebssystem der Jornada-PDAs war Windows CE oder Pocket PC 2002, für Weiterentwicklung des Betriebssystems (Windows Mobile) wurde von HP kein Update mehr angeboten.

### Jornada 520

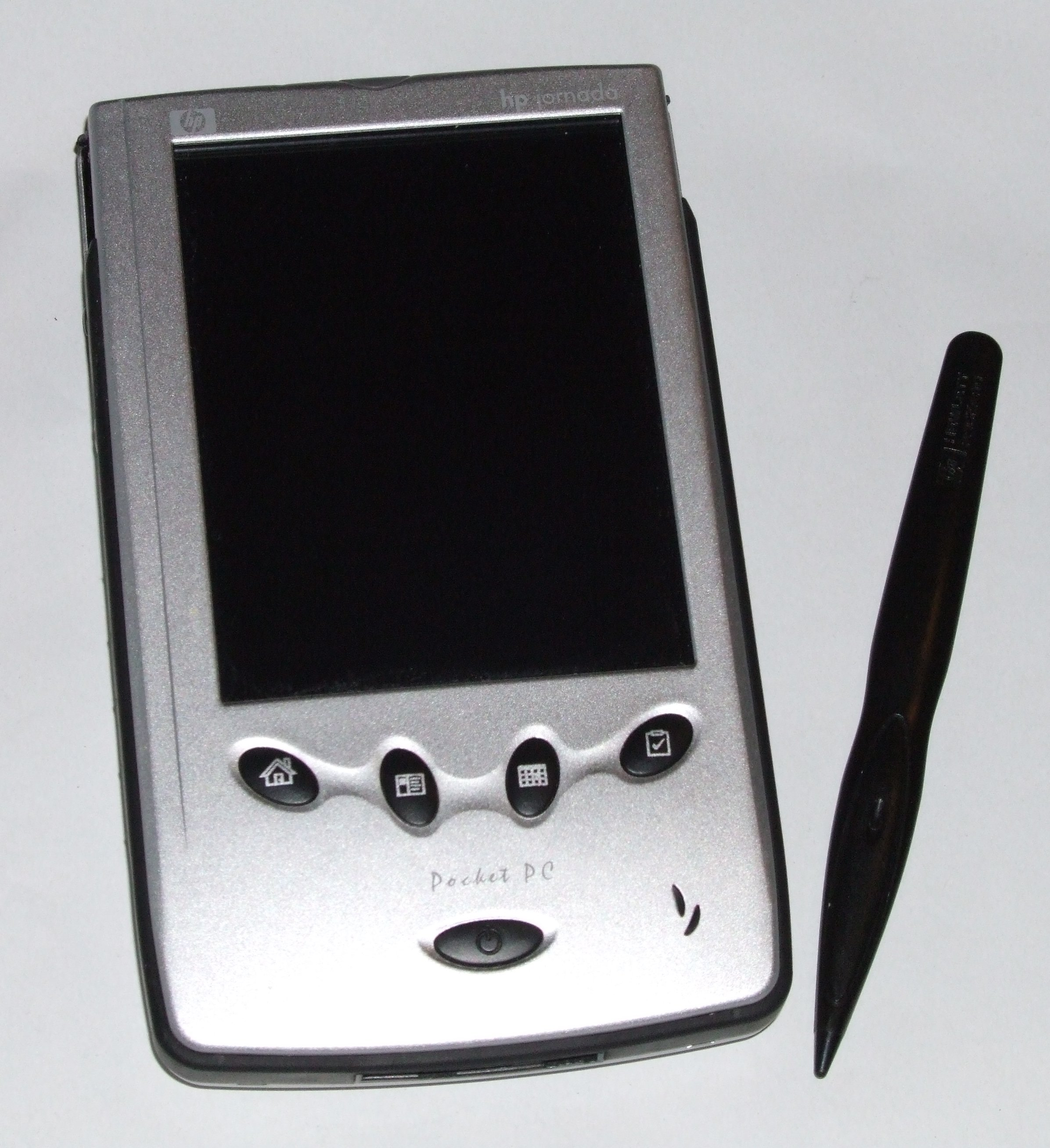
Hp Jornada 520

Die Jornada 520 Baureihe war HPs Versuch einen billigen Pocket PC herzustellen und basierte auf der 540er-Baureihe. Technische Daten beinhalteten 16 MB RAM, ein Typ-II-CompactFlash-Laufwerk, einen 256 Farben Bildschirm und eine 133 MHz SH3 CPU. Als Betriebssystem wurde eine Variante von Windows CE 3.0 unter dem Namen "Pocket PC 2000" verwendet. Für die 520er war ein optionales "flip cover" wie für die 540er Modelle verfügbar, aber als Datenverbindung konnte nur ein serielles Kabel (z. B. zur Synchronisierung) verwendet werden. Die Jornada 520 Serie entsprach demselben Format wie die 540er, war aber silbern Lackiert.

### Jornada 540
Der Jornada 540 war ein Pocket PC mit Touchscreen und 32 MB RAM. Ausgestattet mit einem SHx SH3 Prozessor und einer von HP modifizierten Version von Windows CE, zeichnete er sich durch einen Klappdeckel als Displayschutz aus, in welchem der Eingabestift bei Nichtgebrauch fixiert werden konnte. Schnellzugriffstasten sowie ein seitliches Scrollrad runden die besonderen Ausstattungsdetails ab. Mit dem PC verbunden wurde das Gerät über einen seriellen Anschluss an dem mitgelieferten Cradle, welches darüber hinaus den Pocket PC auflud. Der Jornada 540 war mit einem CF-Steckplatz ausgestattet.

### Jornada 565/568
Das letzte Modell war der HP Jornada 565/568 mit 206 MHz StrongARM-Prozessor. Es wurde etwa bis 2003 produziert. Es handelt sich um ein Gerät mit farbigem, beleuchtetem Touchscreen (240×320 Bildpunkte). Der 565 hat 32 MB Arbeitsspeicher, der 568 64 MB. Die Baureihe verfügte über ein eingebautes Mikrofon, IrDA-Schnittstelle und einen Steckplatz für CompactFlash-Karten vom Typ 1, weshalb die Geräte keine IBM Microdrives unterstützen.
Die Stromversorgung erfolgte durch einen leicht tauschbaren Lithium-Ionen-Akku an der Rückseite des Geräts, der Arbeitszeiten von über 10 Stunden gewährleistete. Als Zubehör wurde unter anderem ein Wechselakku mit der doppelten Kapazität angeboten. Die Basisstation hatte dafür eine Aussparung, die beim normalen Akku durch eine Abdeckung gefüllt wurde.

## Handheld-PC-Modelle

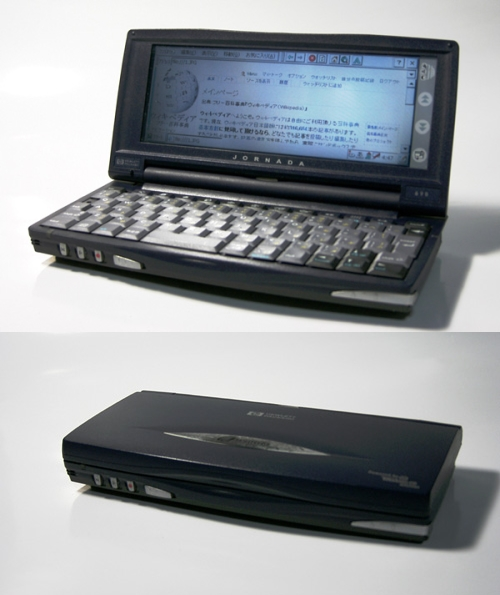
HP Jornada 690

Handheld PCs besitzen gegenüber normalen PDAs den Vorteil, eine eigene Tastatur zu besitzen. Bei den betreffenden Modellen der Jornada-Reihe handelt es sich dabei um eine hochwertige, Notebook-ähnliche Tastatur. Diese ermöglicht die schnellere und bequemere Texteingabe und eignet sich somit auch hervorragend zum Schreiben auch längerer Texte. Zudem können elektronische Texte auf eine Compact-Flash-Karte gespeichert und wie am Desktop-PC mit Hilfe der Tastatur durchsucht werden. Die Handheld PCs von HP basierten auf einem eigens für diese Geräteklasse angepassten Windows-CE-Betriebssystem.

### Jornada 820
Der Jornada 820 war der erste Handheld PC der Jornada-Baureihe. Er hatte eine Intel-StrongARM-CPU mit 190 MHz, 16 MB RAM, 16 MB ROM, einen Compact-Flash-Slot, einen PC-Card-Slot, ein 56-K-Modem und einen 640 × 480 Pixel großen 8-Bit-Touchscreen. Es gab auch eine Modellvariante ohne Modem, diese hieß Jornada 820e.

### Jornada 680
Der Jornada 680 kam 1998 auf den Markt. Der PDA hat einen 133-MHz-Hitachi-SH3-Prozessor mit 16 MB RAM und 16 MB ROM. Er besitzt einen Compact Flash Slot, einen PC Card Slot, ein 56-K-Modem, einen internen Lautsprecher, ein eingebautes Mikrofon zum Aufzeichnen von Notizen via Voice sowie eine Infrarot-Schnittstelle. Außerdem noch einen 640 × 240 16-bit-Touchscreen und eine serielle Schnittstelle. Der Jornada 680 basiert auf Windows CE 2.11, Handheld PC Pro 3.0.
Gegenüber der Konkurrenz zeichnete sich dieses Modell und seine Folgemodelle mit einer dem Platzangebot entsprechend guten Tastatur aus, die einer Notebook-Tastatur im Miniaturformat glich.
Der Jornada 680 hatte – offenbar aus Platzgründen – die Eigenheit, dass bei Einschub einer PC Card der Compact-Flash-Schacht durch einen Federmechanismus nach unten ausgestülpt wurde, wodurch die Unterseite des Geräts nicht mehr flach war. Die Docking-Station hatte an dieser Stelle eine entsprechende Aussparung, um den ausgeklappten Compact-Flash-Schacht aufzunehmen. Die Folgemodelle konnten beiderlei Karten aufnehmen, ohne auf diesen anfälligen Mechanismus zurückzugreifen.
Als Varianten gab es den Jornada 690, welcher gegenüber dem Jornada 680 mit doppelt so viel RAM ausgestattet war (32 MB, anstelle von 16 MB) sowie die Jornada 680e und 690e, die beide über kein integriertes Modem verfügten.

### Jornada 720
Der Jornada 720 wurde im Jahr 2000 auf den Markt gebracht. Er ist mit einer Intel-StrongARM-CPU mit 206 MHz und 32 MB RAM ausgestattet, besitzt Slots für Compact Flash, PC Card und Smartcards, ein 56-K-Modem und einen 640 × 240 16-bit-Touchscreen. Zum Musik hören steht neben dem internen Lautsprecher auch ein Kopfhörer-Ausgang zur Verfügung. Das Betriebssystem basiert auf Windows CE 3.0, Handheld PC 2000. Die US und kanadischen Versionen verfügten im Gegensatz zu den Europäischen über Java.
Zusätzlich zum Jornada 720 gab es noch den abgespeckten Jornada 710, der ohne internes Modem und ohne Dockingstation ausgeliefert wurde. Der letzte von HP produzierte Handheld PC war der Jornada 728, der gegenüber dem Jornada 720 über ein besseres Display, höhere Akkulaufzeit und einen auf 64 MB verdoppelten RAM verfügt.